# Plumlov

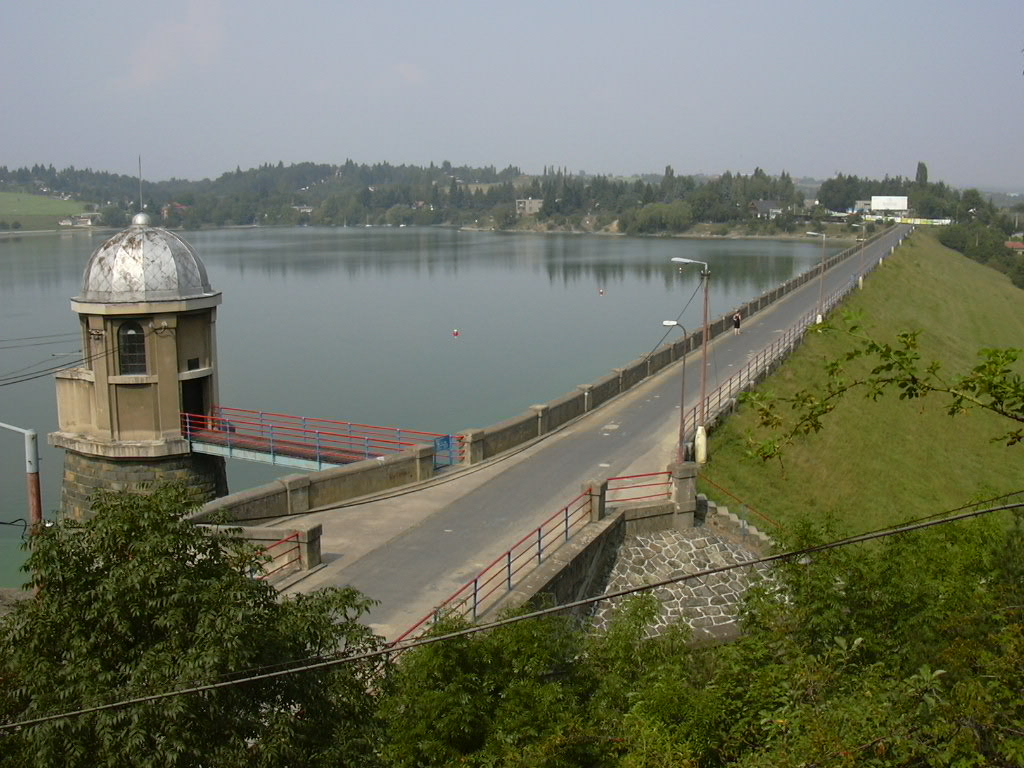
Staumauer am Stausee Plumlov

Plumlov (deutsch Plumenau, auch Plumau bzw. Blumenau) ist eine Stadt im Osten Tschechiens. Sie liegt in Mähren, sieben Kilometer westlich der Stadt Prostějov, und gehört zum gleichnamigen okres.

## Geographie
Die Stadt liegt an der Grenze der fruchtbaren Hanna-Ebene und des Hügellandes Drahanská vrchovina. Der Fluss Hloučela ist unmittelbar östlich der Stadt zum Stausee Plumlov aufgestaut. Zwei Kilometer westlich des Ortes beginnt der Truppenübungsplatz Březina.
Nachbarorte sind Mostkovice im Osten, Ohrozim und Vícov im Norden und Krumsín im Süden.

## Geschichte
Der Ort entstand am Ende des 13. Jahrhunderts als Vorburgsiedlung. Burg Plumlov, um 1270 erbaut, war eine der Wehranlagen, die König Přemysl Otakar II. zur Landesverteidigung errichten ließ. Die Herrschaft ging bald in adlige Hände über. Johann von Luxemburg verkaufte sie 1322 an die Herren von Krawarn. 1347 wird Plumlov erstmals als Siedlung erwähnt, zwischen 1348 und 1384 erhielt der Ort Stadtrechte. 1495 erwarben die Herren von Pernstein, 1590 schließlich das Haus Liechtenstein den Besitz.
Die mittelalterliche Stadt brachte es zu einem gewissen Wohlstand. Sie verlor aber an Bedeutung, als Johann von Pernstein ein neues Schloss im nahen Prostějov baute. Im Dreißigjährigen Krieg wurde Plumlov zweimal eingenommen: 1619 von dem ständischen Heer und 1643 von den Schweden. Weitere Plünderungen erlitt der Ort in den Jahren 1741–1772 durch die Preußen. 1763 brannte er nieder.
Erneuten Aufschwung erlebte die Stadt erst in der Mitte des 19. Jahrhunderts. 1846 erhielt sie das Recht, jährlich drei Märkte abzuhalten, und 1849–1949 war hier das Bezirksgericht angesiedelt.  Im Jahr 1900 hatte der Ort 1.431 tschechische Einwohner.
In der Gegenwart ist in Plumlov wegen des nahen Stausees vor allem der Fremdenverkehr von Bedeutung.

## Ortsgliederung
Die Stadt besteht aus den Ortsteilen Plumlov (Plumenau), Soběsuky (Sobiesuk), Žárovice (Zarowitz) und Hamry  (Hammer),  die zugleich auch Katastralbezirke bilden.

## Sehenswürdigkeiten
- Das Schloss Plumlov auf einem Hügel über dem Teich Podhradský rybník ist eine unvollendet gebliebene, großzügig konzipierte Residenz des Adelsgeschlechts Liechtenstein aus der zweiten Hälfte des 17. Jahrhunderts. In der Nähe befinden sich Überreste der ursprünglichen gotischen Burg. Beim Entwurf für das neue Schloss handelte es sich um ein von Karl Eusebius Fürst von Liechtenstein nach dem Muster der italienischen Renaissance ausgearbeitetes Konzept.
- Der Stausee Plumlov, errichtet in den Jahren 1913–1914, ist 68 Hektar groß und fasst 5,56 Mill. m³ Wasser.
- Naturschutzgebiete: In der intensiv landwirtschaftlich genutzten Umgebung von Plumlov erheben sich inmitten der Felder kleine Hügel, die mit Grassteppe bewachsen sind und in denen sich Gesellschaften seltener wärmeliebender Pflanzen angesiedelt haben. Einige der Hügel stehen unter Naturschutz. Die Biotope werden durch Schaf- und Ziegenweide sowie durch Mahd erhalten. Ausgewiesen wurden bisher die Naturdenkmäler Dolní vinohrádky (0,38 ha, 1952), Čubernice (1,20 ha, 1952), Brániska (1,43 ha, 1953), Za hrnčířkou (0,96 ha, 1953), Hamerská stráň (0,57 ha, 1987), Kozí horka (0,87 ha, 1989) und das Naturreservat Kněží hora (8,47 ha, 1989).

## Söhne und Töchter der Stadt Plumlov
- Karl Gossow (1904–1962), Typograf, künstlerischer Leiter des Aufbau-Verlages